# Slītere Nemzeti Park
A Slītere Nemzeti Park (lettül: Slīteres nacionālais parks) Lettország négy nemzeti parkja közül a legkisebb. A terület Kurland északi csücskén található, a Kolka-fok körül. Ez magában foglalja a Balti-tenger 101,3 km²-nyi vízfelszínét 10 méteres mélységéig, valamint 163,6 km² szárazföldet. A nemzeti park az európai Natura 2000 hálózat része.
A különböző élőhelyek miatt változatos növény- és állatvilág található itt, sok növény-, gomba- és állatfajjal, amelyek gyakran csak itt fordulnak elő Lettországon belül. A nemzeti park több védelmi zónára oszlik. Egyes területeket a látogatók nem kereshetik fel, de a parkban viszont  számos kerékpár- és túraútvonal található.

## Története
A parkot többek között a 11 km²-es Slītere Természetvédelmi Területről hozták létre, amelynek erdőjét 1921 óta hagyták megműveletlenül. 1957-ben a védett terület mérete 78,6 km²-re, 1977-ben pedig 148,8 km²-re bővült. A Szovjetunió idején nagy részeket hagytak magukra, mivel katonai területként voltak számontartva. 2000-ben a természetvédelmi területet nemzeti parkká alakították át.

## Földrajza
A park a Kurland-félszigeten található, a Kolka-fok azon pontján, amely az Irbe-szoros végét jelöli a Riga-öböl déli partján. Területe 265 km², ebből a Balti-tenger 101 km², ezzel Lettország legkisebb nemzeti parkja.
A 35 méter magas Zilie Kalni a park egyik legismertebb geológiai jellegzetessége. Több ezer évvel ezelőtt a Zilie Kalni alkotta a Balti-jégtó ősi magaspartját, ma félkör alakban terül el és meredeken szakad le a tengerbe.
40 millió évvel ezelőtt az éghajlat még szubtrópusi volt; a korszak megkövesedett borostyánját még mindig megtalálhatóak a tenger partján, miután a heves viharok felkavarták az üledékeket a tengerfenéken, és partra sodorja őket a hullámzás.
A kis Irbe folyó délnyugat-északkelet irányban, az Irbe-szoros partjának vonalát követve halad a Balti-tenger felé, és a nemzeti parkon belül éri el a tengert. Barna, hordalékban gazdag vize folyamatosan átformálja a torkolatának homokpartjait. Késő ősszel a pisztrángok a folyón úsznak fel, hogy elérjék ívóhelyüket.

## Élővilága

### Flóra
A Slītere Nemzeti Park híres az egykori partvonalat borító lombhullató erdőkről, valamint a dűnék (lett nyelven kangarik) és mélyedések (vigák) egyedülálló együtteséről, amelyekben dűnék közötti lápok találhatók. A lomblevelű erdők nagy része a Zilie Kalnin található. A park további 30%-át tűlevelű erdők borítják. 128-féle mohát, 195 zuzmót és több mint 700 gombafajt dokumentáltak. A Zilie Kalni lejtőit medvehagyma, tiszafa, balti borostyán, hegyi veronika és pajzspáfrány borítja. Lettországban az erdei árpa és az unalmas virágú rohanás csak ebben a nemzeti parkban található meg. A park több száz növény- és lombosmohafajnak ad otthont, ezek közül 29 faj Lettországban sehol máshol nem található meg.

### Fauna
A Lettországban őshonos legnagyobb bogár, az ácscincér és lárvái a fenyőállományokban élnek. A Lettországban kihalással fenyegetett hegyi virágbogár az eredeti vegyes lombhullató erdőben él, ahol sok öreg fa és holt fa található. A kifejlett bogarak virágzó növényekkel táplálkoznak, különösen a réti legyezőfűvel. Az itt élő védett kétéltűek és hüllők a nádi varangy, a mocsári teknős és a rézsikló.

## Fordítás
- Ez a szócikk részben vagy egészben  a   Nationalpark Slītere című német Wikipédia-szócikk ezen változatának fordításán alapul.  Az eredeti cikk szerkesztőit annak laptörténete sorolja fel. Ez a jelzés csupán a megfogalmazás eredetét és a szerzői jogokat jelzi, nem szolgál a cikkben szereplő információk forrásmegjelöléseként.